# Херман Винтер
Херман Винтер е германски инженер, професор в техническия университет в Брауншвайг. Считан е за създател на българското промишлено самолетостроене.

## Биография

### Ранни години
Херман Винтер е роден на 30 август 1897 г. в Нойклостер, велико херцогство Мекленбург-Шверин, днес Германия. Завършва реалното училище във Визмар. На 31 юли 1914 г. завършва доброволна практика в корабостроителницата на замъка Р. Холц в Харбург. 

### Първа световна война
На 28 август 1914 г. Винтер се записва доброволец в 90-и стрелкови полк на Великото херцогство Мекленбург в Росток. През ноември пристига на фронта във Фландрия с 11-а рота на 210-и запасен пехотен полк. След като е тежко ранен обучава новобранци при 1-ва рота на стрелкови полк №34 „Кралица Виктория Шведска“ в Краков и Шчечин. На 20 декември 1917 г. се записва в отдела за подготовка на запасни пилоти в Пила. На 5 януари 1918 г. започва обучение за пилот. През ноември 1918 г. Винтер е преместен със звание вице-фелдфебел в армейския авиационен парк №6 в Нивел. Първият си полет Винтер прави на биплан LVG-B.II. Първият изтребител, на който лети е Albatros D.III. През декември лети един път до Бидгошч и транспортира оръжие и муниции до летище Познан с втори полет. Изпратен е като взводен командир на преден пост в Чарнков. През февруари 1918 г. по време на настъпление с цел да се завземе село Комансхоф е тежко ранен и е преместен в университетската клиника в Росток. След подобрение е преместен в лазарета на Визмар. Предвид тежкото нараняване, Винтер получава зрелостно свидетелство, даващо му право да следва, по изключение. Ръката му не зараства напълно. 

### Висше образование
Херман Винтер започва да следва машиностроене във Висшето техническо училище Шарлотенбург (днес Технически университет - Берлин) през февруари 1920 г. На 7 май 1921 г. е сред съоснователите на академичната летателна група към Висшето техническо училище в Берлин. Те построяват безмоторен самолет, с който участват на състезание в Рьон през 1923 г. Пише дипломна работа на тема „Проектиране на самолет“ и се дипломира с изпит при професор Вилхелм Хоф. 

### Професионална кариера
От 1 януари до 30 ноември 1924 г. работи като главен конструктор в завода „Марк Флугцойгбау“ във Вроцлав. След това работи до 31 май 1925 г. като ръководител на група в Albatros Flugzeugwerke в Берлин-Йоханистал, където работи по самолет Albatros L 71-12. 
Поканен е да работи в България от капитан Бандев , по молба на правителството на Александър Цанков и получава петгодишен договор като главен конструктор и началник на конструкторския отдел в Държавната аеропланна работилница (ДАР).  Заедно с групата си поема задачата да развие българско самолетостроене в началото на 1925 г. По това време по силата на Ньойския договор на България е забранено да има военно въздухоплаване, а самолетите на гражданската авиация имат право да имат двигатели с обща мощност едва 180 конски сили и да бъдат закупувани от страните-победителки. 
С части от самолети в Държавната аеропланна работилница в Божурище през зимата 1925/26 г. са сглобени седем или осем (по различни източници) самолета DFW С.V и десет или дванадесет самолета (по различни източници) Albatros C.ІІІ. Първият сглобен DFW C.V е наречен „Узунов-1“ (ДАР-У1) по името на загинал капитан. Сглобените самолети Albatros C.ІІІ получават името ДАР-2. 
Първите самостоятелни разработки са учебните самолет ДАР-1 и ДАР-1А. 
През 1929 г. е извършен първият полет с ДАР-3, базиран на конструкцията на френските разузнавателни самолети Potez XVII и първоначално има двигател Lorraine-Dietrich 12Db, водноохлаждан, 12-цилиндров, с мощност 294 kW/400 к.с., който по-късно е заменен с по-силния Gnome-Rhone Jupiter 9 AКХ. През 1935 – 36 г. започва серийно производство на самолета под името ДАР-3 „Гарван-I“. Серията ДАР-3 „Гарван-II“ е с двигатели Siemens Jupiter IV, подарени от Луфтханза, но поради аварии са заменени с Alfa Romeo 126 RC34. В третата серия са направени и промени по тялото на самолета. 
През 1929 г. започва работа по пътническия самолет ДАР-4, който трябва да е първият многомоторен самолет в България, но същата година Винтер се завръща в Германия и самолетът никога не достига серийно производство. До 30 септември 1930 г. Винтер работи като ръководител на група в конструкторското бюро на баварските самолетни заводи в Аугсбург (бъдещи Месершмит). След това започва работа асистент във факултета по самолетостроене в Гданск, където работи до февруари 1934 г. Там става професор с тема „Процеси при обтичане на плоски и профилирани тела“ при професор Флюгел. Впоследствие е групов ръководител при немската изпитателна служба за въздухоплаване (Deutsche Versuchsanstalt für Luftfahrt, DVL) в Берлин-Адлерсхоф и впоследствие е ръководител на конструкторското бюро на заводите Fieseler Flugzeugbau в Касел-Бетенхаузен в продължение на 18 месеца. От 1 август 1938 г. до края на кариерата си преподава като редовен професор по самолетостроене и ръководител на института по самолетостроене и леки конструкции във Висшето техническо училище Брауншвайг – днес Технически университет „Кароло-Вилхелмина“ в Брауншвайг. Като университетски преподавател подкрепя особено българските студенти и докторанти. 
Професор Херман Винтер почива на 14 септември 1968 г. в Брауншвайг. 

## Семейство
Херман Винтер е женен за Виктория Божинова–Винтер, дъщеря на художника Александър Божинов. 